# Calcinaia
Calcinaia es una localidad italiana de la provincia de Pisa, región de Toscana, con 11.039 habitantes.

Ubicación de la ciudad de Calcinaia dentro de la provincia de Pisa.

## Evolución demográfica
| Gráfica de evolución demográfica de Calcinaia entre 1861 y 2001 |
|                                                                 |
| Fuente ISTAT - Elaboración gráfica por parte de Wikipedia       |